# York (Alabama)
York ist eine City in Sumter County im zentralen Westen Alabamas nahe der Grenze zum Bundesstaat Mississippi. Die Stadtvertretung besteht in der Form eines Mayor Council Governments.

## Geschichte
York wurde in den frühen 1830er Jahren von Siedlern aus South Carolina gegründet, die den Ort nach der Stadt York in England benannten. 1838 war er unter dem Namen New York bekannt und hatte bereits genügend Einwohner für den Bau eines eigenen Schulhauses, das gleichzeitig die Funktion einer Kirche ausübte. Die Stadt wurde zu einem landwirtschaftlichen Zentrum mit Lagerhäusern und Egreniermaschinen für die Baumwollproduktion. Als während des Amerikanischen Bürgerkrieges die Strecke der East Tennessee, Virginia and Georgia Railway durch die Stadt führte, um Rome (Georgia) mit einem Militärkrankenhaus der Konföderierten in Lauderdale (Mississippi) zu verbinden, änderte sie ihren Namen in York Station um. In den 1870er Jahren wurde durch die Alabama Great Southern Railroad eine Eisenbahnverbindung von York Station nach Meridian in Mississippi hergestellt. Am 6. April 1881 wurde die Stadt unter dem erstmals verkürzten Namen York zu einer Incorporated town mit kommunaler Selbstverwaltung.
Um 1885 wurde in York die Prohibition eingeführt, die bis zum Jahr 1968 fortbestand. Anfang des 20. Jahrhunderts trugen ein Geschäft der Alabama, Tennessee and Northern Railroad (1910) und die Gründung der Bank of York (1911) zur wirtschaftlichen Entwicklung des Ortes bei. Ein 1911 in Betrieb genommenes Elektrizitätswerk und ein in den 1920ern eingerichtetes Abwassersystem sorgten für eine Verbesserung der Infrastruktur. In den Jahren nach dem Zweiten Weltkrieg wurde der Eisenbahnverkehr durch die Stadt nach und nach eingestellt. Als Folge kam es zu einem leichten Bevölkerungsrückgang, da Arbeiter und Familien in andere Städte, insbesondere nach Mobile, zogen. 1996 wurde der erste afroamerikanische Bürgermeister gewählt, vier Jahre später die erste, ebenfalls afroamerikanische, Bürgermeisterin.

## Bevölkerung
Beim Census von 2010 hatte York 2.538 Einwohner, davon waren 85,6 Prozent Schwarze, 13,6 Prozent Weiße, 1 Prozent Hispanics, 0,3 Prozent mehrrassig, 0,2 Prozent indigen und 0,1 Prozent pazifische Insulaner. Das mittlere Haushaltseinkommen wurde auf 19.000 US-Dollar geschätzt, das Pro-Kopf-Einkommen betrug 13.577 US-Dollar.

## Bildung
Die öffentliche Bildung von York liegt in den Händen von Sumter County, das eine Junior High School und eine High School beaufsichtigt. Auf beide Schulen zusammen gehen etwa 945 Schüler, die von 60 Lehrern unterrichtet werden. Daneben existiert eine private Pre-K-12-Schule. Die University of West Alabama liegt etwa 10 Meilen entfernt in Livingston.

## Verkehr
In York kreuzen sich der aus dem Südwesten kommende U.S. Highway 11 (State Highway 7) und die nordsüdlich verlaufende Alabama State Route 17. Zwei Meilen nördlich gibt es eine Zufahrt auf die Interstate 20 bzw. Interstate 59. Die Norfolk Southern Corporation betreibt eine Bahnlinie durch York. Nächstgelegener öffentlicher Flugplatz ist der etwa 24 Meilen entfernte Demopolis Municipal Airport.

## Kultur und Freizeit
Das 1985 eingerichtete Coleman Center for the Arts fördert Kunstprojekte, gibt Kunstkurse und unterstützt viele weitere Aktivitäten für Gemeindemitglieder. Am Lake Louise etwa 2 Meilen südwestlich gibt es einen Naturpfad sowie Möglichkeiten zum Bootfahren und Angeln. Der private Sumter Country Club nahe York bietet einen 9-Loch-Golfplatz und einen Swimmingpool.